# Dubiaranea argentata
Dubiaranea argentata är en spindelart som beskrevs av Alfred Frank Millidge 1991. Dubiaranea argentata ingår i släktet Dubiaranea och familjen täckvävarspindlar.
Artens utbredningsområde är Bolivia. Inga underarter finns listade i Catalogue of Life.